# Liao He
Liao He (遼河, Liaofloden) er den største flod i det sydlige Manchuriet i Kina, og er 1.345 km lang. Både provinsen Liaoning og Liaodonghalvøen har sine navn fra floden.
Liao He har to større bifloder:
- Laoha He som begynder i den sydøstlige del af det Indre Mongoliet med udspring i amtet Pingquan i provinsen Hebei, og med bifloderne
  - Xinkai He noget længere mod nord – er tør i sit øverste løb bortet fra efter regnstorme
  - Hulin He fra det nordøstlige hjørne af Liaoning.

- Dongliao He som kommer østfra, fra bjergene i det centrale Liaodong og Jilin, med sine kilder i amtet Dongliao i Jilin.

Laoha He og Dongliao He mødes i amtet Changtu i Liaoning, tæt ved stedet hvor Liaoning, Jilin og Indre Mongoliets grænser mødes. Derfra hedder den samlede flod Liao He og løber mod syd til Bohaibugten. På sin vej mod syd modtager den bifloderne Hun He og Taizi He, som begge kommer fra bjergkæden Qianshan.
En række storbyer ligger ved Hun He; de største er provinshovedstaden Shenyang og Fushun. Anshan ligger lægngere mod syd og Yingkou nær udmundingen.
Liao He har et afvandingsområde på over 232.000 kvadratkilometer, men det fører kun omkring 500 kubikmeter vand i sekundet ud i havet. Det er ca. en tyvendedel af Perleflodens vandmængde.
Ligesom Huang He medfører Liao He en stor mængde sedimentmasse fordi den mange steder løber gennem områder med pulveragtig löss. I 1958 ændrede den sit løb, hvilket den har gjort mange ganger i løbet af den kendte historie.